# Праяградж (округ)
Праяградж (англ. Prayagraj) — округ в индийском штате Уттар-Прадеш. Административный центр — город Праяградж. Площадь округа — 5424 км². Согласно всеиндийской переписи 2001 года население округа составляло 4 936 105 человек. Уровень грамотности взрослого населения составлял 62,11 %, что немного выше среднеиндийского уровня (59,5 %).